# Domenico Mezzadri
Domenico Mezzadri (nom complet Domenico Maria Mezzadri, San Rocco al Porto, 30 de gener de 1867 - Chioggia, 8 de desembre de 1936) fou un religiós i bisbe italià. Va ser ordenat sacerdot l'11 d'agost de 1889 i fou rector en tres parròquies del Bisbat de Lodi. Es consagrà bisbe de Chioggia el 22 d'agost de 1920.
Estava sempre atent als problemes socials i laborals. Durant el seu ministeri va celebrar el primer Congrés Eucarístic diocesà, el 1923, i va proclamar a dues visites pastorals, el 1922 i 1930. El 1927 es va reobrir al culte l'Església de Sant Miquel a Brondolo i el 1935 va consagrar l'església dels caputxins al cementiri de Chioggia.
Va administrar al bisbat fins a la seva mort el 8 de desembre de 1936. Va ser enterrat a la catedral diocesana amb els seus predecessors.